# XXIV millennio a.C.
Il XXIV millennio a.C. inizia il 1º gennaio dell'anno 24000 a.C. e termina il 31 dicembre dell'anno 23001 a.C. incluso.

## Invenzioni, scoperte, innovazioni
- Europa: Fase intermedia del gravettiano (Perigordiano V o Gravettiano medio), datato tra 24000 a.C. e 21000 a.C., è caratterizzato da alcuni tipi altamente specializzati[di cosa?].
- Italia: Occupazione della grotta dei Balzi Rossi a Ventimiglia, dove sono state ritrovate le tipiche Veneri paleolitiche..[1][2][3][4].
- Austria: Realizzazione della Venere di Willendorf, forse la più nota ed esemplare fra le veneri paleolitiche.
- Russia: Tre sepolture di Sounghir, presso Mosca contenenti centinaia di oggetti funerari (canini perforati, 20 braccialetti, ornamenti d'avorio, figurine di animali, pendenti, spiedi in avorio di mammut, 35000 perle d'avorio).